# منى الشافعي

## السيرة الذاتية
الإستاذة منى عباس الشافعي من مواليد الكويت عام 1946م قاصة وكاتبة صحفية كويتية. وعضو في رابطة الأدباء الكويتيين.
كتبت في الصحافة الكويتية بانتظام منذ عام 1990 وحتى اليوم خاصة في صحيفتي الوطن والقبس ومجلة مرآة الأمة، عددا كبيرا من المقالات، والمتابعات، والانطباعات، والسياحة. شاركت بإعداد صفحات (أزهار الوطن) للأطفال أسبوعيا التي تصدرها صحيفة الوطن الكويتية.

## دراستها
- حصلت على الثانوية العامة سنة 1964م.
- في عام 1970م حصلت على ليسانس آداب (تاريخ) من جامعة الإسكندرية.
- حصلت على السنة التمهيدية للماجستير من جامعة الكويت في التاريخ القديم عام 1973م.
- اجتازت الكثير من الدوريات التدريبية في الإدارة العامة.

حاصلة على درجة الدكتوراة في تخصص الأدب للعام 2011 من الجامعة العربية المفتوحة لشمال أميركا.
- حاصلة على درجة الدكتوراة التقديرية العالمية من جامعة الحضارة الإسلامية المفتوحة في تخصص لأدب الروائي من كلية التراث الأدبي عام 2005
- حاصلة على درجة الدكتوراة الفخرية في تخصص (الأدب) للعام 2011 من الجامعة العربية المفتوحة لشمال أميركا.

## عملها
تنقلت بين عدة وظائف تحت سقف الحرم الجامعي، وشغلت الوظائف التالية:
1. أول مديرة لمكتب التوجيه والإرشاد بالجامعة.
2. أول مديرة إدارية لكلية البنات الجامعية، وبذلك تعد من الرواد الأوائل بجامعة الكويت.
3. تعمل محررة في جريدة الوطن وتعد صفحات (أزهار الوطن) للأطفال، كما تعمل في الصفحات الثقافية بمرآة الأمة.

## مسيرتها
- نشرت أعمالها في الصحف والمجلات المحلية والخليجية.
- شاركت في أمسية قصصية للفائزين عام 1992م ضمن فعاليات وأنشطة عمادة شؤون (إدارة النشاط الفني والثقافي) في جامعة الكويت.
- فازت قصة (جوع) بالمركز الثاني لعام 1992م في المسابقة الثقافية التي أقامتها جامعة الكويت حول أبعاد وآثار الغزو العراقي للكويت.
- فازت قصة (حالة خاصة) بالمركز الثاني لعام 1993م في المسابقة الثقافية التي أقامتها جامعة الكويت حول القضايا الاجتماعية.

### الدورات
اجتازت الكثير من الدورات التدريبية في الإدارة العامة، وغيرها خلال عملها الوظيفي في جامعة الكويت، كما حضرت العديد من المؤتمرات، والمشاركات، أهمها:
1. دورة في علم المكتبات عام 1971 - جامعة الكويت.
2. برنامج الحاسبات الالكترونية عام 1977 - المعهد العربي للتخطيط.
3. برنامج الإدارة التنفيذية (الوسطى) عام 1978 - المعهد العربي للتخطيط.
4. دورة في مقدمة الكمبيوتر 1983 - جامعة الكويت.
5. دورة في القيادة للإدارة الوسطى (التنفيذية) عام 1994 - ديوان الخدمة المدنية.
6. دورة التخطيط والرقابة عام 1994 - ديوان الخدمة المدنية.
7. المشاركة في الندوة الدولية التي نظمها المجلس الثقافي البريطاني - سمنار (المرأة والتغيير) التي عقدت في لندن - المملكة المتحدة سبتمبر 1996.
8. شاركت في عضوية عدد من اللجان المختلفة في جامعة الكويت.
9. شاركت في عضوية عدد من اللجان المتخصصة في مؤسسات الدولة المختلفة في الكويت ولا تزال، (ديوان الخدمة المدنية - وزارة التربية).
10. حضرت العديد من المؤتمرات، والندوات، والمهمات الرسمية العالمية المختلفة (أمريكا - أوروبا - الصين) والعديد من الندوات العربية، والمحلية، ومن أهمها:
  1. الاجتماع الإقليمي التحضيري للمؤتمر العالمي الرابع للمرأة نوفمبر 1994 - عَّمان - الأردن
  2. مؤتمر المرأة العالمي الرابع سبتمبر 1995 - بكين - جمهورية الصين الشعبية.
  3. المؤتمر الدولي الأول لحقوق الإنسان وأسرى الكويت مارس 1996، لندن - المملكة المتحدة.

وغيرها من المؤتمرات الخارجية.

## عضوياتها
- عضو رابطة الأدباء في الكويت منذ عام 1992.
- عضو جمعية الصحافيين الكويتية منذ عام 1993.
- عضو الجمعية الكويتية للصداقة ونائب رئيس اللجنة الثقافية منذ عام 2002.
- عضو الجمعية الكويتية لهواة الطوابع والعملات منذ إنشائها عام 2005.
- عضو نادي سيدات الأعمال والمهنيات Bpw , Kuwait / الجمعية الاقتصادية الكويتية.

## مؤلفاتها
1. النخلة ورائحة الهيل - مجموعة قصصية، دار سعاد الصباح للنشر، 1992.
2. البدء.. مرتين – مجموعة قصصية، شركة الربيعان للنشر والتوزيع، 1994.
3. دراما الحـواس – مجموعة قصصية، شركة الربيعان للنشر والتوزيع، 1995.ترجمت جمعية المكفوفين في الكويت، هذا الكتاب إلى لغة ” بريل ” للمكفوفين.
4. أشياء غريبة.. تحدث – مجموعة قصصية، دار قرطاس للنشر، 2002.
5. الآتي من الشمال - كتاب مترجم إلى اللغة الإنجليزية صدر عام 2004.
6. نبضات أنثى - مجموعة قصصية، 2005
7. للكتابة لون آخر - مقالات صحافية، 2005.
8. ليلة الجنون - رواية - المؤسسة العربية للدراسات والنشر، 2008.
9. وبعضا من حياة - مجموعة قصصية، دار الفارابي بالتعاون مع دار الفراشة، 2010.
10. يطالبني بالرقصة كاملة - رواية - دار الوطن، 2012.
11. ليلة الجنون رواية، الطبعة الثانية، مؤسسة الدوسري للثقافة والإبداع، 2013.

- لها محاولات قصصية للأطفال (نشرت في صحيفة الوطن).
- لها محاولات في ترجمة القصص الإنجليزية القصيرة جدا، إلى اللغة العربية تنشر في صحيفة القبس

### هوايتها
- تمارس هواية الرسم التشكيلي وخاصة لأعمالها القصصية.
- تقوم برسم وتصميم اللوحات الفنية لأغلب أغلفة إصداراتها الأدبية، كما تقوم برسم اللوحات الداخلية لجميع إصداراتها

## الجوائز والمسابقات
1. فازت قصة ”جوع” عام 1992 في المسابقة الثقافية التي أقامتها جامعة الكويت حول أبعاد الغزو العراقي للكويت.
2. فازت قصة “حالة خاصة” عام 1993 في المسابقة الثقافية التي أقامتها جامعة الكويت حول القضايا الاجتماعية.
3. فازت قصة ”رغبة” عام 1994 في المسابقة الثقافية التي أقامتها جامعة الكويت حول القضايا الاجتماعية بالمركز الأول.
4. فازت قصة ”نزف” بالمركز الأول عام 1998 في المسابقة الثقافية التي أقامتها جامعة الكويت حول القضايا الاجتماعيــة.
5. فازت قصة ”تماس” في المسابقة الحادية عشرة لجائزة راشد بن حميد للثقافة والعلوم لعام 1994 - دولة الإمارات العربية المتحدة – على مستوى مواطني دول مجلس التعاون الخليجي، مستوى الباحثين الناهضين من حملة الشهادة الجامعية وما فوقها. وبذلك تعد أول كويتية تحصل على هذه الجائزة.
6. فازت قصة ”في عيوننا يختبئ الضباب” في المسابقة الثانية عشر لجائزة راشد بن حميد للثقافة والعلوم لعام 1995 – دولـة الإمارات العربية المتحدة – على مستوى مواطني دول مجلس التعاون الخليجي، مستوى الباحثين الناهضين من حملة الشهادة الجامعية وما فوقها، وهذا هو الفوز الثاني للأديبة على التوالي.
7. فازت قصة ”تمتلئ به من جديد” في المسابقة الثالثة عشر لجائزة راشد بن حميد للثقافة والعلوم لعام 1996 – دولة الإمارات العربيـة المتحـدة – على مستوى مواطني دول مجلس التعاون الخليجـي، مستـوى الباحثين الناهضين من حملة الشهادة الجامعية وما فوقها، وهذه المرة الثالثة على التوالي.
8. فازت قصة ”زمن الوجع ” (بالمركز الأول) في المسابقة الرابعة عشر لجائزة راشد بن حميد للثقافة والعلوم لعام 1997 – دولة الإمارات العربية المتحدة – على مستوى مواطني دول مجلس التعاون الخليجي، مستوى الباحثين الناهضين من حملة الشهادة الجامعية وما فوقها، وهذا هو الفوز الرابع للأديبة على التوالي. وهي أول أديبة كويتية تفوز بهذه الجائزة لأربع مرات متتالية.
9. حصلت على جائزة (جورج طرابيه للثقافة والإبداع) في مجال (التأليف الأدبي) في مايو من عام 2006 - لبنان.
10. حصلت على (درع البيئة الأول) تكريما لسيرتها الأدبية وكتاباتها الصحافية من، ندوة الجودة، عام 2006 - لبنان.
11. حصلت على (درع ندوة الجودة) من ملتقى ندوة الجودة، عام 2006 - لبنان.
12. حصلت على (درع الإبداع الثقافي لجريدة الشرق)، عام 2007 - الكويت.

## الامسيات
1. شاركت في أمسية قصصية للفائزين، عام 1992 ضمن فعاليات وأنشطة عمادة شئون الطلبـة «إدارة البرامج والأنشطة الثقافية والفنية» في جامعة الكويت بقصة تحمـل عنوان «جـوع».
2. شاركت في أمسية قصصية ضمن فعاليات ملتقى الأربعاء الذي يقام أسبوعيا في رابطة الأدباء في فبراير 1994 بقصة تحمل عنوان «البــدء.. مرتــين».
3. شاركت في أمسية قصصية ضمن فعاليات جمعية المكفوفين الكويتية في الأول من مايو 2000، بقصة تحمل عنوان «الأخرى».
4. شاركت في المهرجان الكويتي الثقافي في ليبيا (2 إلى 8 فبراير - 2002) بعدد من الأمسيات الأدبية والثقافية، قدمت شهادة أدبية، وبحث تاريخي عن مسيرة القصة القصيرة في الكويت، كما قرأت قصتان قصيرتان «نزف» و «جليد اللحظة».
5. شاركت في الأمسية الثقافية التي أقامتها جامعة الحضارة الإسلامية، ضمن احتفالها السنوي في بيروت بإلقاء مقطوعة نثرية بعنوان، (البحر الذي في خاطري) في 21 يوليو 2005 .
6. شاركت في الأمسية الثقافية التي أقامتها جامعة الحضارة الإسلامية في بيروت بإلقاء نصوص نثرية بعنوان، (تأملات) في 15 سبتمبر 2005.
7. شاركت في عدد من الأمسيات الثقافية في (الملتقى الثقافي للأديبة فضيلة فتال) بين عامي (2005 - 2006) في مدينة طرابلس - لبنان.
8. شاركت في عدد من الندوات، والأمسيات الثقافية التي أقامتها، (ندوة الجودة) في لبنان خلال شهري، مارس ومايو من عام 2006.
9. شاركت في ملتقى الإمارات للإبداع الخليجي – الدورة الثانية في الفترة من 6-8 ديسمبر 2011 في أمسية قصصية وقرأت أكثر من قصة في دولة الإمارات العربية المتحدة.

## الترجمات
1. ترجم لها عدد من القصص إلى اللغة الإنجليزية نشرت في الصحف الكويتية والخليجية
2. الآتي من الشمال (Arrivals From The North) مجموعة قصصية مترجمة إلي اللغة الإنجليزية -بالاشتراك مع آخرين- مضامينها مستمدة من الغزو العراقي للدولة الكويت، وأبعاده، وآثاره النفسية، والاجتماعية، صدرت المجموعة عن الإعلام الخارجي بوزارة الإعلام الكويتية عام 2004.
3. ترجمت لها أكثر من قصة إلى اللغة الجورجية، واللغة الفارسية.

## وصلات خارجية
- صفحة الأدبية في موقع رابطة الأدباء الكويتيين
- المدونة الخاصة للأديبة منى الشافعي